# SuperCalc
SuperCalc was een spreadsheetprogramma dat ontwikkeld werd door Sorcim. Oorspronkelijk werd het programma, samen met WordStar, geleverd met de draagbare computer Osborne 1. SuperCalc was beschikbaar voor CP/M, MS-DOS en VMS en was de opvolger van VisiCalc. SuperCalc 20/20 was ook beschikbaar voor PRIMOS op Prime Computers.

## Functies
SuperCalc was een van de eerste spreadsheetprogramma's die kringverwijzingen iteratief kon oplossen (cellen die wederzijds van elkaars resultaat afhankelijk zijn). Het zou tot meer dan 10 jaar na de introductie van SuperCalc duren, vooraleer deze optie in Excel werd geïmplementeerd.

## Geschiedenis
De eerste versie werd uitgebracht in 1981 door Sorcim. In 1984 werd Sorcim overgenomen door Computer Associates. Nieuwere versies werden dan ook CA-SuperCalc genoemd.